# Zaal de Georgia
Zaal de Georgia (en georgiano: ზაალი) fue un príncipe georgiano del siglo XV de la dinastía Bagrationi.
Hijo menor del rey Alejandro I de Georgia y su esposa, Tamar de Imericia, Zaal fue nombrado co-rey de Georgia al nacer, que ocurrió probablemente en 1425 o 1428, dependiendo de la fuente. Sin embargo, otras fuentes especifican que solo fue co-rey desde 1433 hasta 1442.
Su nombre «Zaal» se deriva del persa Zāl, nombre del legendario rey y guerrero del Shāhnāmé de Ferdousí.